# Albert I Wettyn
Fryderyk August Albert Antonii Ferdynand Józef Karol Maria Baptyst Nepomuk Wilhelm Ksawery Jerzy Fidelis Wettyn (ur. 23 kwietnia 1828 w Dreźnie, zm. 19 czerwca 1902 w Szczodrem) – król Saksonii w latach 1873–1902.

## Życiorys
Urodził się jako syn księcia Jana Wettyna i księżniczki bawarskiej Amelii Wittelsbach. Jego ojciec był młodszym bratem króla Saksonii Fryderyka Augusta II – kiedy król zmarł bezdzietnie w 1854 roku, Jan objął tron. Od najmłodszych lat przejawiał zainteresowanie sprawami wojskowymi. Przeszedł gruntowne szkolenie w tym zakresie. Za pierwsze lata jego edukacji odpowiadał Friedrich Albert von Langenn. Po zdaniu matury w 1845 roku rozpoczął studia na Uniwersytecie w Bonn. Studiował prawo i nauki polityczne. Na studiach poznał przyszłego wielkiego księcia Badenii Fryderyka I. Po zakończeniu edukacji rozpoczął służbę wojskową. Dowodził armią saską w czasie wojny prusko-austriackiej w 1866 r.
Albert został królem po śmierci ojca w 1873. Po wstąpieniu na tron prowadził politykę pokojowego dialogu i dbał o zachowanie federalnego systemu w Rzeszy Niemieckiej. W polityce wewnętrznej dążył do reformy administracji. Za jego panowania podjęto szereg inicjatyw zmierzających do poprawy życia ludzi ubogich oraz kompleksowej reformy systemu podatkowego w latach 1878 i 1887. W 1896 roku doprowadził do wprowadzenia nowej ordynacji wyborczej.

## Małżeństwo
18 lipca 1853 poślubił księżniczkę szwedzką Karolę Wazę, córkę księcia Gustawa Wazy. Para nie miała dzieci. Zmarł w 1902 roku i został pochowany w katedrze Świętej Trójcy w Dreźnie. Jego następcą został jego młodszy brat Jerzy I Wettyn.

## Galeria

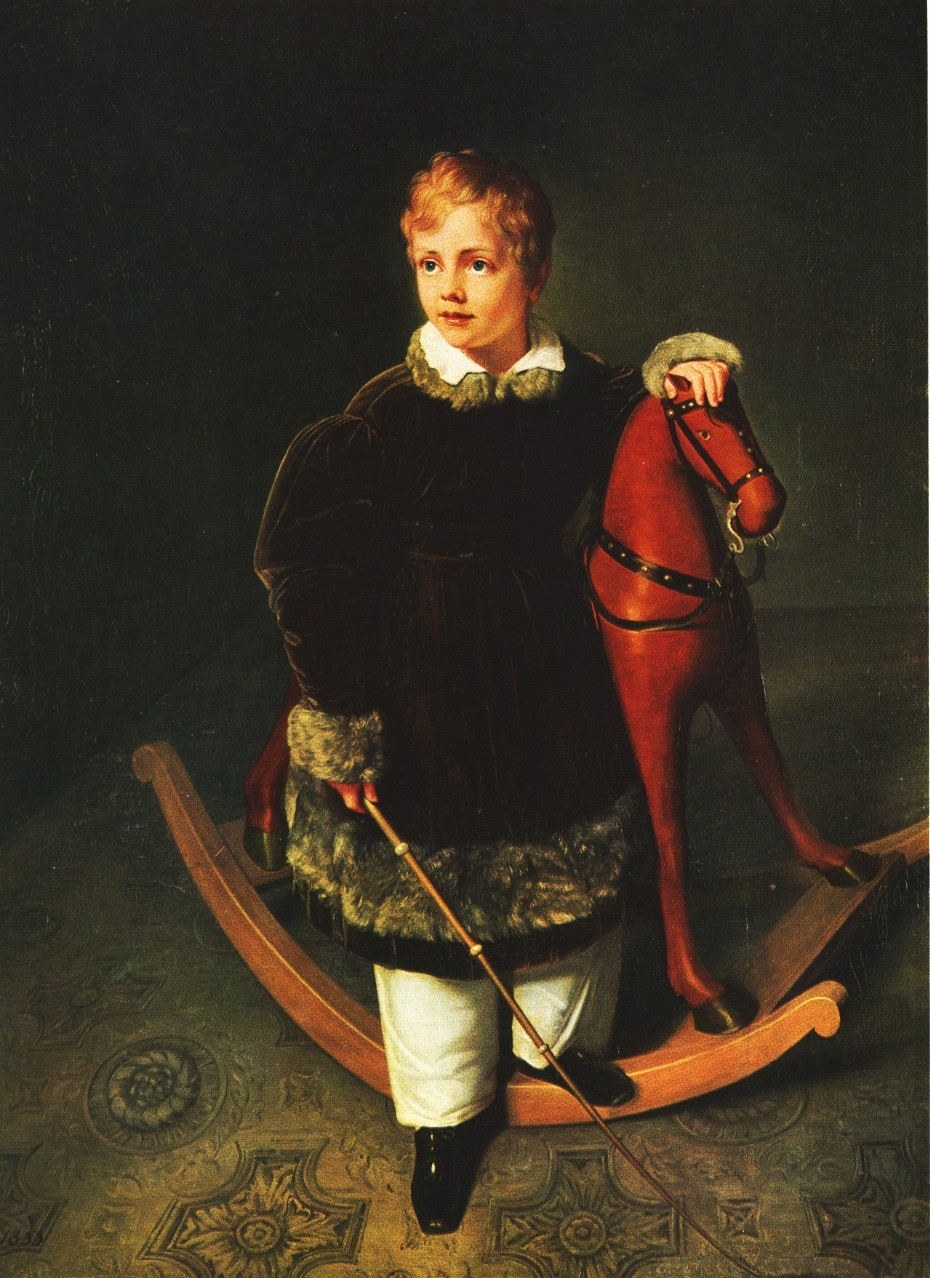
Albert Wettyn w 1833 roku
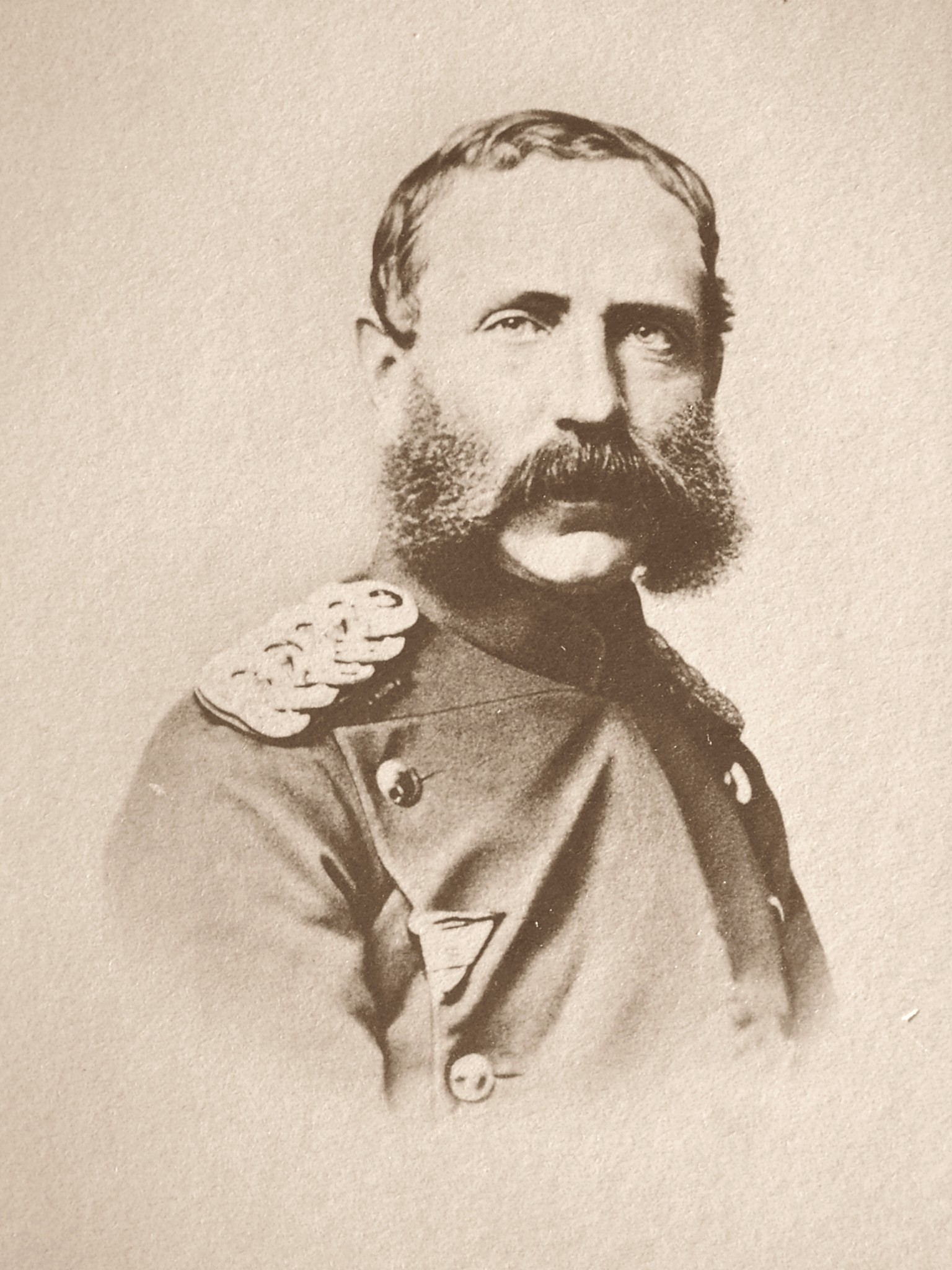
Albert Wettyn jako następca tronu
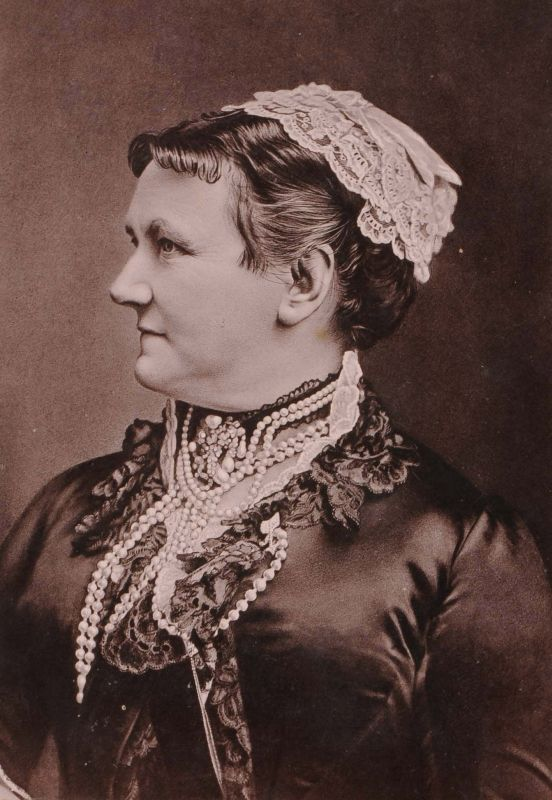
Karola Oldenburg (Holstein-Gottorp-Vasa) jako żona Alberta
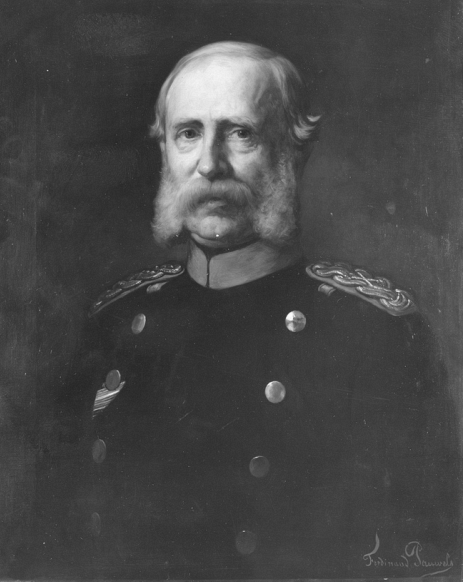
Albert Wettyn jako król Saksonii
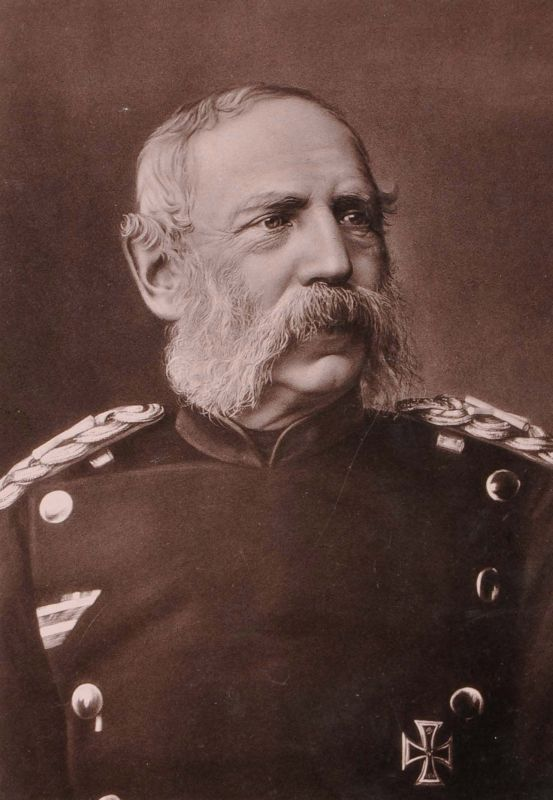
Albert Wettyn w 1887 roku

## Genealogia
| Prapradziadkowie                         | król Polski August III Sas (1696-1763) ∞ 1719 Maria Józefa Habsburg (1699-1757)                     | Maria Amalia Habsburg (1701-1756) ∞ 1722 cesarz rzymski Karoll VII Wittelsbach (1697-1745)          | książę Parmy Filip I Parmeński (1720-1765) ∞1739 Maria Ludwika Burbon (1727-1759)      | cesarz rzymski Franciszek I Lotaryński (1708-1765) ∞1736 Maria Teresa Habsburg (1717-1780) | Christian III Wittelsbach (Pfalz-Zweibrücken) (1674-1735) ∞1719 Karolina Nassau-Saarbrücken (1704–1774)                    | Józef Karol Wittelsbach (Pfalz-Sulzbach) (1694-1729) ∞1717 Elżbieta Augusta Wittelsbach (1693-1728)                        | wielki książę Badenii Karol Fryderyk Badeński (1728-1811) ∞1783 Karoline Luise Hessen-Darmstadt(1723-1783) | landgraf Hesji-Darmstadt Ludwik IX (1719-1790) ∞1741 Karolina Wittelsbach (Pfalz-Zweibrücken) (1721-1774) |
| Pradziadkowie                            | elektor Saksonii Fryderyk Krystian Wettyn (1722-1763) ∞ 1747 Maria Antonina Wittelsbach (1724-1780) | elektor Saksonii Fryderyk Krystian Wettyn (1722-1763) ∞ 1747 Maria Antonina Wittelsbach (1724-1780) | książę Parmy Ferdynand I Parmeński (1751-1802) ∞1769 Maria Amalia Habsburg (1746-1804) | książę Parmy Ferdynand I Parmeński (1751-1802) ∞1769 Maria Amalia Habsburg (1746-1804)     | Fryderyk Michał Wittelsbach (Pfalz-Birkenfeld) (1724-1767) ∞1746 Maria Franciszka Wittelsbach (Pfalz-Sulzbach) (1724-1794) | Fryderyk Michał Wittelsbach (Pfalz-Birkenfeld) (1724-1767) ∞1746 Maria Franciszka Wittelsbach (Pfalz-Sulzbach) (1724-1794) | Karol Ludwik Badeński (1755–1801) ∞1775 Amalia Fryderyka Hessen-Darmstadt (1754-1832)                      | Karol Ludwik Badeński (1755–1801) ∞1775 Amalia Fryderyka Hessen-Darmstadt (1754-1832)                     |
| Dziadkowie                               | Maksymilian Wettyn (1759-1838) ∞1792 Karolina Burbon-Parmeńska (1770-1804)                          | Maksymilian Wettyn (1759-1838) ∞1792 Karolina Burbon-Parmeńska (1770-1804)                          | Maksymilian Wettyn (1759-1838) ∞1792 Karolina Burbon-Parmeńska (1770-1804)             | Maksymilian Wettyn (1759-1838) ∞1792 Karolina Burbon-Parmeńska (1770-1804)                 | król Bawarii Maksymilian I Józef Wittelsbach (1756-1825) ∞1797 Karolina Fryderyka Badeńska (1776-1841)                     | król Bawarii Maksymilian I Józef Wittelsbach (1756-1825) ∞1797 Karolina Fryderyka Badeńska (1776-1841)                     | król Bawarii Maksymilian I Józef Wittelsbach (1756-1825) ∞1797 Karolina Fryderyka Badeńska (1776-1841)     | król Bawarii Maksymilian I Józef Wittelsbach (1756-1825) ∞1797 Karolina Fryderyka Badeńska (1776-1841)    |
| Rodzice                                  | król Saksonii Jan Wettyn (1801-1873) ∞1822 Amelia Augusta Wittelsbach (1801-1877)                   | król Saksonii Jan Wettyn (1801-1873) ∞1822 Amelia Augusta Wittelsbach (1801-1877)                   | król Saksonii Jan Wettyn (1801-1873) ∞1822 Amelia Augusta Wittelsbach (1801-1877)      | król Saksonii Jan Wettyn (1801-1873) ∞1822 Amelia Augusta Wittelsbach (1801-1877)          | król Saksonii Jan Wettyn (1801-1873) ∞1822 Amelia Augusta Wittelsbach (1801-1877)                                          | król Saksonii Jan Wettyn (1801-1873) ∞1822 Amelia Augusta Wittelsbach (1801-1877)                                          | król Saksonii Jan Wettyn (1801-1873) ∞1822 Amelia Augusta Wittelsbach (1801-1877)                          | król Saksonii Jan Wettyn (1801-1873) ∞1822 Amelia Augusta Wittelsbach (1801-1877)                         |
| Albert Wettyn (1828-1902), król Saksonii | | |                                                                                        |                                                                                            | | | | |

## Literatura
- Konrad Sturmhoefel, König Albert von Sachsen. Ein Lebensbild. Voigtländer, Leipzig 1898.
- Georg von Schimpff, König Albert: Fünfzig Jahre Soldat. Baensch, Dresden 1893.
- Ernst von Körner, König Albert von Sachsen: der Soldat und Feldherr. Oestergaard, Berlin-Schöneberg 1936.
- Bernd Rüdiger, Wahre Geschichten um König Albert, Taucha: Tauchaer Verl., 1994.